# Serica fusifemorata
Serica fusifemorata är en skalbaggsart som beskrevs av Shuhei Nomura 1974. Serica fusifemorata ingår i släktet Serica och familjen Melolonthidae. Inga underarter finns listade i Catalogue of Life.